# Mladen Mladenović
Mladen Mladenović (Rijeka, 13 de setembre de 1964) és un antic futbolista iugoslau i croata després de la independència d'aquest estat. Va jugar gran part de la seva carrera al HNK Rijeka de la seva ciutat natal. També ho va fer a altres lligues amb el CE Castelló, el Salzburg (amb el qual disputà la Lliga de Campions) i el Cerezo Osaka japonés.
Després de retirar-se del futbol en actiu va continuar lligat a aquest esport. Primer va dedicar-se a l'arbitratge, per a posteriorment ser entrenador i secretari tècnic de clubs croats, entre ells el HNK Rijeka.

## Internacional
Mladen Mladenović va ser 19 vegades internacional amb la selecció croata. Va debutar en el primer partir de l'equip després de la seva independència. Va ser el 17 d'octubre de 1990 front als Estats Units. Mladenović va substituir Aljoša Asanović (autor del primer gol) en el minut 58. Sis anys després va disputar l'Eurocopa d'Anglaterra. Precisament allí va acomiadar-se de la seva selecció, en el partit de quarts de final on Alemanya derrotà per 2-1 els balcànics.